# Andrea Kerbleder
Andrea Kerbleder (* 9. Juli 1976 in Feldkirch) ist eine österreichische Politikerin (FPÖ) und selbständige Pilates- und Rückentrainerin. Kerbleder kandidierte bei der Landtagswahl in Vorarlberg 2019 im Wahlbezirk Feldkirch auf Listenplatz drei der FPÖ-Bezirksliste und wurde damit in den Vorarlberger Landtag gewählt. Als Landtagsabgeordnete angelobt wurde sie in der konstituierenden Sitzung des Landtags der 31. Legislaturperiode am 6. November 2019.

## Beruflicher Werdegang
Andrea Kerbleder ist beruflich selbständige Pilates- und Rückentrainerin. Sie absolvierte 2005 die Zertifizierung Aerobic B-Lizenz und Group Fitness Trainerin und erwarb in den Folgejahren mehrere Zusatz-Lizenzierungen: 2006 für Step Training, 2007 als pilatesMASTER Trainerin, 2009 als Healthy Back Trainerin sowie 2011 als Ausbildnerin für Pilates Trainer. Bereits seit 2003 ist sie Gesellschafterin der Bremsendienst GmbH sowie Kommanditistin der Bremesendienst GmbH & Co. KG ihres Ehemannes.
2014 legte sie weiters gemeinsam mit ihrem Ehemann die Jagdprüfung ab und ist seitdem gemeinsam mit ihm in der Vorarlberger Jägerschaft aktiv.

## Politische Karriere
Andrea Kerbleder begann 2017 damit, sich politisch für die Vorarlberger Freiheitlichen zu engagieren. Ihr Ehemann war bereits zuvor für die FPÖ kommunalpolitisch in Feldkirch aktiv gewesen. Sie kandidierte für die FPÖ zunächst bei der Nationalratswahl 2017 auf Platz drei im Regionalwahlkreis Vorarlberg Süd, konnte dort jedoch kein Mandat erreichen. Anschließend kandidierte Kerbleder als Spitzenkandidatin der FPÖ Vorarlberg bei der Wahl zum Europäischen Parlament am 26. Mai 2019 auf dem bundesweiten neunten FPÖ-Listenplatz. Auch bei dieser Wahl konnte sie aber kein Mandat erreichen.
Schließlich trat Andrea Kerbleder bei der Landtagswahl in Vorarlberg 2019 auf Platz drei im Wahlbezirk Feldkirch an. Nachdem die Freiheitlichen bei der Wahl zwar starke Verluste erlitten hatten, aber ein Grundmandat im Bezirk Feldkirch sichern konnten, verzichteten sowohl der auf Bezirkslistenplatz eins gereihte FPÖ-Landesobmann Christof Bitschi als auch Klubobmann Daniel Allgäuer auf Listenplatz zwei jeweils zugunsten anderer Grundmandate auf das Mandat im Bezirk Feldkirch, wodurch dieses Andrea Kerbleder zufiel. Die Angelobung als bis zum Oktober 2020 einzige weibliche Abgeordnete des FPÖ-Landtagsklubs im Landtag der 31. Legislaturperiode fand am 6. November 2019 statt.
Im Dezember 2023 trat sie in der Gemeindepolitik die Nachfolge von Daniel Allgäuer als Vizebürgermeisterin der Stadt Feldkirch an.

## Privatleben
Kerbleder ist verheiratet und Mutter von drei Kindern. Sie lebt mit ihrer Familie in Feldkirch.